# Animação adulta
Animação adulta, também conhecida como animação para adultos ou animação madura, é qualquer tipo de trabalho de animação que atende especificamente aos interesses dos adultos e é direcionado e comercializado principalmente para adultos e adolescentes, em oposição ao público infantil ou de todas as idades. 

## Características e temas
Obras animadas neste meio podem ser consideradas adultas por uma série de razões, que incluem a incorporação de humor de toalete, nudez, conteúdo sexual (explícito ou sugestivo), violência gráfica, profanidades, comédia de humor negro, temas políticos ou outros elementos temáticos inadequados para crianças e/ou espectadores mais jovens. Obras deste gênero podem explorar questões filosóficas, políticas, ou sociais. Algumas produções são conhecidas por suas técnicas complexas e/ou experimentais de narrativa e animação. Isso inclui filmes de animação, séries de televisão e séries da web.
Algumas produções animadas são conhecidas por suas técnicas complexas e/ou experimentais de narrativa e animação, estas últimas com muitos estilos distintos definiram essa arte única.

## Definições
A animação adulta é tipicamente definida como uma animação voltada para adultos. Também é descrita como algo de que "os jovens em formação deveriam ficar longe, muito longe" ou tem humor adulto e vem em vários estilos, mas especialmente sitcoms e comédias. Alguns afirmaram que se refere a animações com "temas e situações adultas", que utilizam "linguagem explícita" e fazem piadas que os adultos, e ocasionalmente os adolescentes, têm "mais probabilidade de compreender" do que outros. Na televisão, essas animações costumam passar à noite, mas geralmente não são pornográficas ou obscenas. A AdWeek chamou a animação adulta de "projetos de animação voltados para adultos, não para crianças". Eles também se concentram em questões que os adultos lidam, e têm um humor atrevido e, às vezes, grosseiro, "que não tem limites—oscilando entre o engraçado e o ofensivo", enquanto evocam um "equilíbrio entre realidade e fantasia". Eles também podem conter violência ou temas sexuais.

## Notáveis
Animadores e cineastas internacionais estiveram entre os notáveis dos trabalhos de animação adulta:
- Ralph Bakshi - Heavy Traffic, Coonskin, Fritz the Cat, Last Days of Coney Island e American Pop
- Mike Judge - Beavis and Butt-Head e King of the Hill
- Trey Parker e Matt Stone - South Park
- Aubrey Ankrum, Rhode Montijo e Kenn Navarro - Happy Tree Friends
- Don Hertzfeldt - Rejected, World of Tomorrow e It's Such a Beautiful Day
- Matt Groening - The Simpsons, Futurama e Disenchantment
- Everett Peck - Duckman
- Seth MacFarlane - Family Guy e American Dad!
- Christy Karacas - Superjail! e Ballmastrz: 9009
- Loren Bouchard - Home Movies e Bob's Burgers
- Satoshi Kon - Perfect Blue, Millennium Actress, Tokyo Godfathers e Paprika
- Katsuhiro Otomo - Akira e Steamboy
- Hayao Miyazaki - Nausicaä of the Valley of the Wind, Princess Mononoke, The Wind Rises e The Boy and the Heron
- Dan Harmon e Justin Roiland - Rick and Morty
- Otto Guerra - Rocky & Hudson, Wood & Stock: Sexo, Orégano e Rock'n'Roll e Até que a Sbórnia nos Separe
- Genndy Tartakovsky - Samurai Jack, Primal e Unicorn: Warriors Eternal
- Genndy Tartakovsky - Primal
- John Kricfalusi - Ren & Stimpy Adult Party Cartoon
- Rene Laloux - Fantastic Planet
- Alison Snowden e David Fine - Bob's Birthday e Bob and Margaret
- J.G. Quintel - Close Enough
- Olan Rogers - Final Space
- Vivienne Medrano - Hazbin Hotel e Helluva Boss

### Canais, segmentos e blocos
Alguns canais de televisão e seus segmentos ou blocos que tinham como foco a transmissão de animação adulta:
- Adult Swim - um bloco de programação orientado para adultos apenas durante as noites como uma versão oposta do Cartoon Network, ambos sendo propriedades da Warner Bros.
  - Exemplos incluídos: Robot Chicken, The Boondocks, Mr. Pickles, Superjail!, Ballmastrz: 9009, Rick and Morty, The Venture Bros., Aqua Teen Hunger Force, Birdgirl, Metalocalypse, Primal, Unicorn: Warriors Eternal, YOLO, Squidbillies, Rick and Morty: The Anime, JJ Villard's Fairy Tales, Final Space, The Shivering Truth, Lazor Wulf, Stroker & Hoop, My Adventures with Superman, Samurai Jack, Royal Crackers, Hot Streets, Momma Named Me Sheriff, Smiling Friends, Tigtone, Moral Orel, Tender Touches, Harvey Birdman, Attorney at Law, The Brak Show, 12 oz. Mouse, Sealab 2021, Mike Tyson Mysteries, Teenage Euthanasia, The Jellies!, Space Ghost Coast to Coast, Apollo Gauntlet, China, IL e Uzumaki.
- Comedy Central -  
  - Exemplos incluídos: South Park, Ugly Americans, Futurama, Dr. Katz, Professional Therapist, Brickleberry, Digman!, Shorties Watchin' Shorties, Moonbeam City,  TripTank, Drawn Together, Jeff & Some Aliens, e Everybody Still Hates Chris.
- Netflix - um serviço de streaming que se aventura em aumentar seu catálogo e produzir séries animadas para adultos.
  - Exemplos incluídos: Arcane, Love, Death & Robots, BoJack Horseman, Japan Sinks: 2020, The Midnight Gospel, Devilman Crybaby, Resident Evil: Infinite Darkness, Paradise PD, T・P BON, Captain Laserhawk: A Blood Dragon Remix, Big Mouth, Human Resources, Super Drags, Mulligan, B – The Beginning, Disenchantment, Dota: Dragon's Blood, Kengan Ashura, Sword Gai: The Animation, Tekken: Bloodline, Aggretsuko, Castlevania, Hoops, Levius, Blood of Zeus, Castlevania: Nocturne, Farzar, Spriggan, Scott Pilgrim Takes Off, Scissor Seven, Neo Yokio, Ghost in the Shell: SAC_2045, Devil May Cry, Dorohedoro, Blue Eye Samurai, Beastars, Great Pretender, Twilight of the Gods, BNA: Brand New Animal, Skull Island, Pacific Rim: The Black, Masters of the Universe: Revelation, Inside Job, Exploding Kittens, Captain Fall, F Is for Family, Dragon Age: Absolution, Trailer Park Boys: The Animated Series, Kuromukuro, Levius, Q-Force e Terminator Zero.
- Amazon Prime Video - 
  - Exemplos incluídos: Fairfax, Hazbin Hotel, Invincible, The Boys Presents: Diabolical, Batman: Caped Crusader, The Legend of Vox Machina, Sausage Party: Foodtopia, Los Lopeggs, The Second Best Hospital in the Galaxy, e Undone.

## Reconhecimento

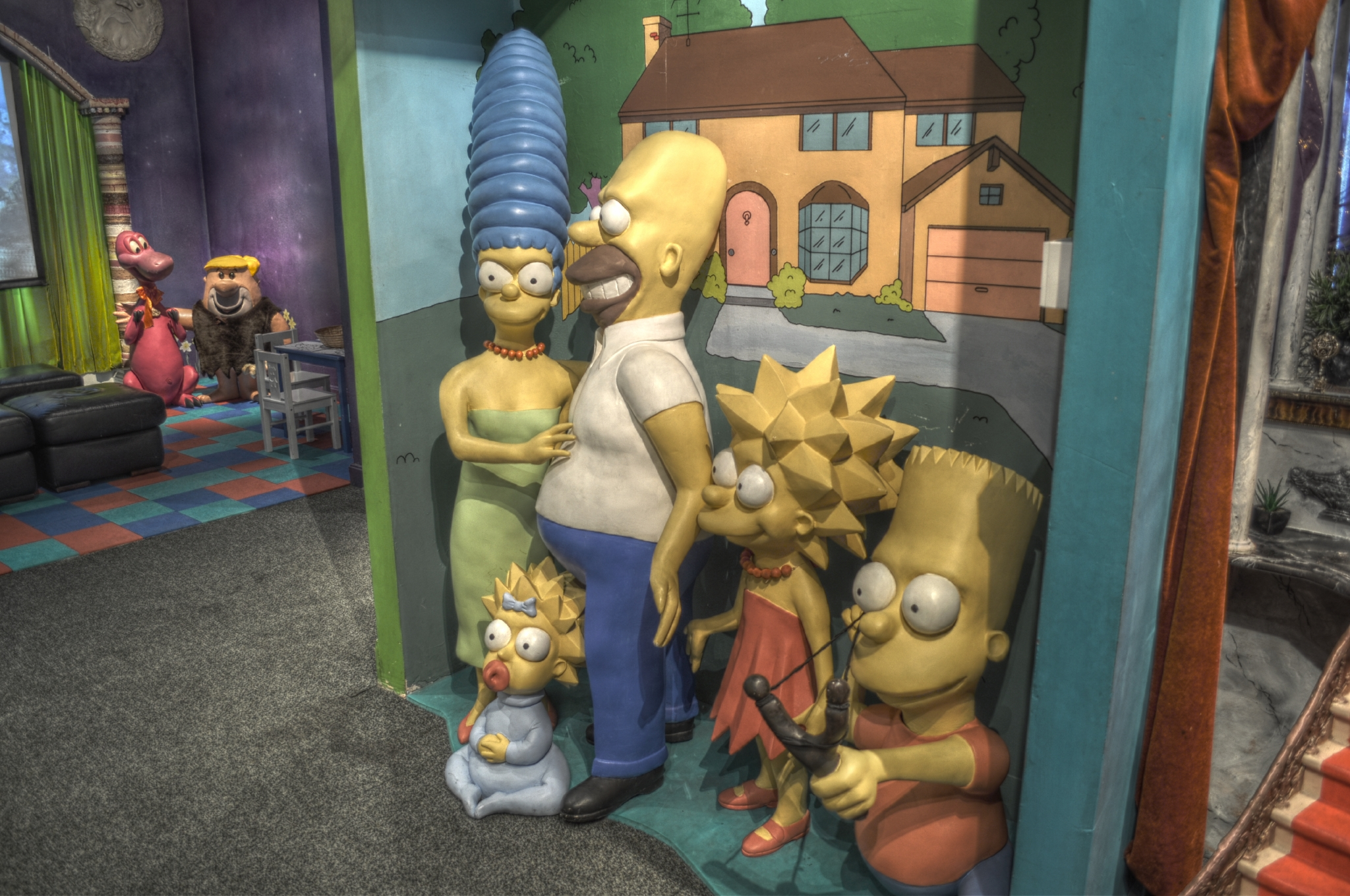
Estátuas de cera dos principais protagonistas em Os Simpsons, uma das mais famosas e reconhecidas séries animadas para adultos

Vários filmes de animação e séries de televisão para adultos altamente aclamados foram imensamente reconhecidos por organizações e críticos internacionais. Eles influenciaram animadores e cineastas ao longo do final do século XX e do século XXI, fornecendo estruturas artísticas e narrativas tão importantes com temas maduros.
Por outro lado, vários trabalhos foram largamente ignorados por muitos detratores pela sua representação de assuntos gráficos e tópicos delicados, como violência, raça, gênero e, sexualidade. Eles ainda mostram uma tendência para sitcoms animados atrevidos e live-action, em comparação com os primeiros pioneiros. No entanto, o resultado é um novo público que está pronto para obras de animação para adultos narrativamente sofisticadas e uma nova safra de criadores explorando o espaço da animação para adultos. Este desenvolvimento permite que os criadores continuem desafiando as limitações percebidas da animação.

### Relação com o Oscar e animação adulta
Muitos animadores e fãs de animação adulta, tanto internacionais quanto não Disney, respectivamente, boicotaram a Academia ao comentar que animação era sinônimo de "crianças" durante o 94º Oscar em 2022. O prêmio de Melhor Filme de Animação foi entregue por três atrizes que interpretaram as personagens princesas da Disney em remakes live-action de seus respectivos filmes de animação: Lily James (Cinderella), Naomi Scott (Aladdin), e Halle Bailey (The Little Mermaid). Ao apresentar a categoria, Bailey afirmou que os filmes de animação são "experiências formativas para as crianças que os assistem", como disse James: "Tantas crianças assistem esses filmes indefinidamente." Scott acrescentou: "Vejo alguns pais que sabem exatamente do que estamos falando".
Os comentários geraram controvérsia e fizeram com que a maioria dos funcionários e cineastas que trabalham na indústria da animação infantilizassem o meio e perpetuassem o estigma de que as obras de animação são estritamente para crianças, especialmente porque a indústria foi creditada por sustentar o fluxo de conteúdo e receitas de Hollywood durante o auge da pandemia de COVID-19. Um acréscimo à controvérsia foi que o prêmio de Melhor Curta de Animação (cujos indicados eram em sua maioria compostos por curtas não destinados ao público infantil) foi uma das oito categorias omitidas na transmissão ao vivo; algumas especulações sugeriram que o discurso desempenhou um papel na decisão de não transmitir o prêmio. O vencedor do prêmio de Melhor Curta de Animação foi The Windshield Wiper, um filme multilíngue hispano-americano considerado de animação adulta, enquanto outro indicado em três categorias: Melhor Longa-Metragem de Animação, Melhor Longa-Metragem Documentário, e Melhor Longa-Metragem Internacional, foi Flee, um documentário de animação com classificação PG-13 sobre um refugiado afegão.

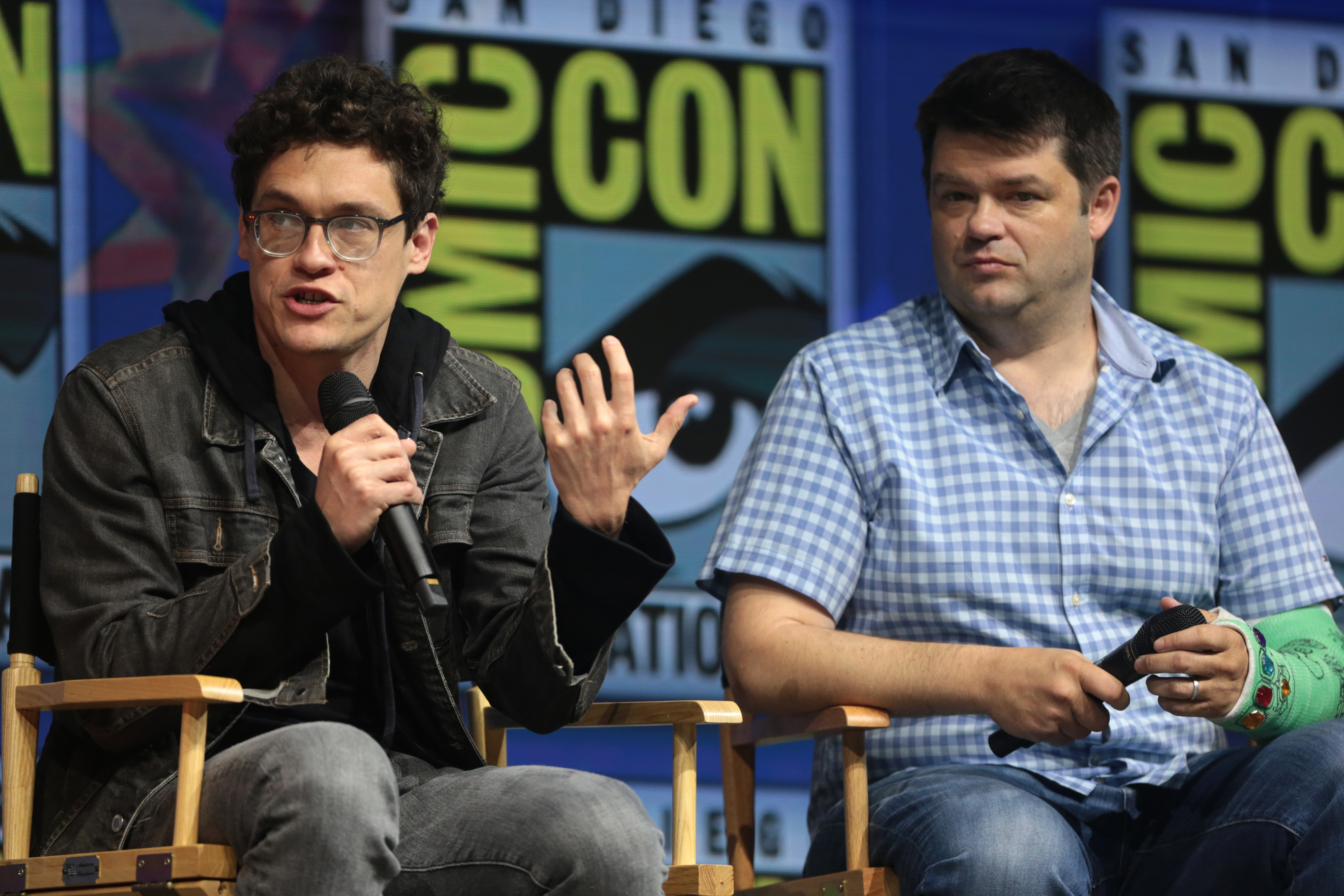
Lord (à esquerda) e Miller (à direita) abordam as críticas à Academia como um insulto à animação para o público em geral.

Muitos aderem ao termo, incluindo: Phil Lord, co-produtor de um dos filmes indicados, The Mitchells vs. the Machines, twittou que era "muito legal posicionar a animação como algo que as crianças assistem e os adultos têm que aguentar." A conta oficial do filme nas redes sociais respondeu à piada com a seguinte imagem: "Animação é cinema". Uma semana depois, Lord e seu parceiro de produção, Christopher Miller, escreveram uma coluna convidada na Variety criticando a Academia pelo comentário e como Hollywood tem tratado a animação. A coluna comentou que "ninguém se propôs a diminuir os filmes de animação, mas já é hora de tentarmos elevá-los". Alberto Mielgo, diretor de The Windshield Wiper, fez posteriormente um discurso de aceitação do Oscar: "Animação é uma arte que inclui todas as artes que você possa imaginar. A animação para adultos é um fato. Está acontecendo. Vamos chamar isso de cinema. Estou muito honrado porque este é apenas o começo do que podemos fazer com animação." Eles também sugeriram à Academia que a categoria fosse apresentada por cineastas que respeitassem a arte da animação como cinema.
Outro fator é que vários filmes de animação foram feitos para públicos mais velhos ou com faixas etárias de PG-13 ou mais, para aqueles que incluem South Park: Bigger, Longer & Uncut, The Triplets of Belleville, Persepolis, Waltz with Bashir, Chico and Rita, The Wind Rises, Anomalisa, My Life as a Courgette, The Breadwinner, Loving Vincent, Isle of Dogs, I Lost My Body, e Flee. A maioria deles foi indicada em várias categorias, embora nenhum tenha vencido até The Boy and the Heron, oficialmente classificado como PG-13 pela MPA. Nos 22 anos de história desde a inauguração, tornou-se o primeiro filme de animação adulto a ganhar o Oscar de Melhor Filme de Animação no 96º Oscar; todos os vencedores anteriores foram classificados tanto como G ou PG.